# Chariesthes schatzmayri
Chariesthes schatzmayri är en skalbaggsart som beskrevs av Stefan von Breuning 1940. Chariesthes schatzmayri ingår i släktet Chariesthes och familjen långhorningar.
Artens utbredningsområde är Kenya. Inga underarter finns listade i Catalogue of Life.